# Górka Wąsoska
Górka Wąsoska (niem. Gurkau)– wieś w Polsce położona w województwie dolnośląskim, w powiecie górowskim, w gminie Wąsosz.

## Nazwa
Nazwa pochodzi od zdrobnienia polskiej nazwy określającej wzniesienie Góra.
W księdze łacińskiej Liber fundationis episcopatus Vratislaviensis (pol. Księga uposażeń biskupstwa wrocławskiego) spisanej za czasów biskupa Henryka z Wierzbna w latach 1295–1305 miejscowość wymieniona jest w zlatynizownej formie Gorca.

## Podział administracyjny
W latach 1975–1998 miejscowość administracyjnie należała do województwa leszczyńskiego.

## Zabytki
Do wojewódzkiego rejestru zabytków wpisany jest obiekt:
- zespół pałacowy z przełomu XIX-XX wieku:
  - pałac
  - oficyna
  - park
  - folwark.